# Peco Bauwens

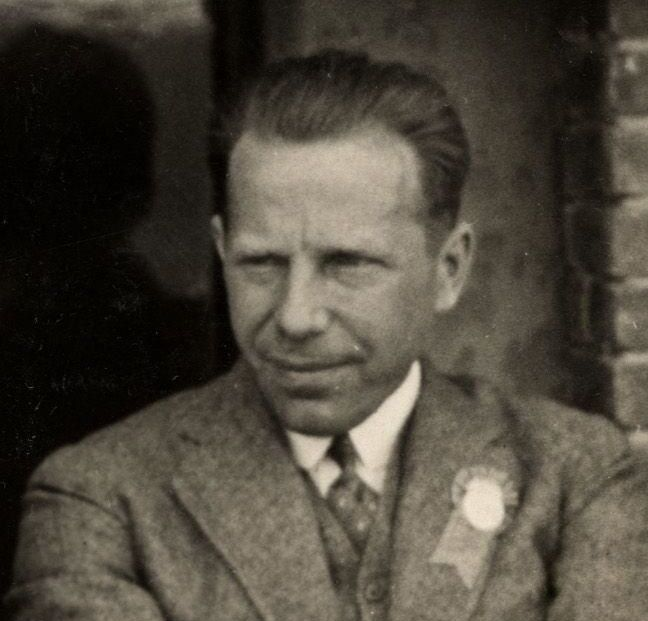
Peco Bauwens (1928)

Peter Joseph „Peco“ Bauwens (* 24. Dezember 1886 in Köln; † 17. November 1963 ebenda) war ein deutscher Fußball-Nationalspieler, internationaler Schiedsrichter und von 1950 bis 1962 erster Präsident des Deutschen Fußball-Bundes (DFB) nach dem Zweiten Weltkrieg (insgesamt der fünfte), danach Ehrenpräsident des DFB. Umstritten ist sein Verhalten während der Zeit des Nationalsozialismus.

## Jugend
Bauwens entstammte einer bürgerlichen, musisch geprägten Familie. Durch das gesellschaftliche Umfeld eher zum Tennis neigend, folgten die Eltern einer dringenden ärztlichen Empfehlung, den Sohn Fußball spielen zu lassen. Denn nach einem schweren Unfall war sogar die Amputation eines Beines in Erwägung gezogen worden. Durch den ungeliebten „Proletensport“ Fußball zeigten sich jedoch bald Fortschritte. Ab dem Sommersemester 1907 bis 1913 (oder 1914) studierte er Jura. Während seiner Zeit in Bonn wurde er Mitglied des Corps Saxonia Bonn, einer schlagenden, farbentragenden Studentenverbindung im Kösener Senioren-Convents-Verband (KSCV).
Als Schüler war Peco Bauwens einer der Pioniere des Mittelrheinligisten SC Brühl, dem er ein Leben lang verbunden blieb. Er wechselte von dort zum KFC 1899 (dem späteren VfL Köln 1899). Hier entwickelte er sein fußballerisches Können so weit, dass er 1910 zu einem Länderspieleinsatz in der deutschen Nationalmannschaft kam. Hier allerdings half er nur aus, da das Nationalteam nur mit acht Spielern angereist war und unter den Zuschauern um Mitspieler geworben werden musste.

## Internationaler Schiedsrichter

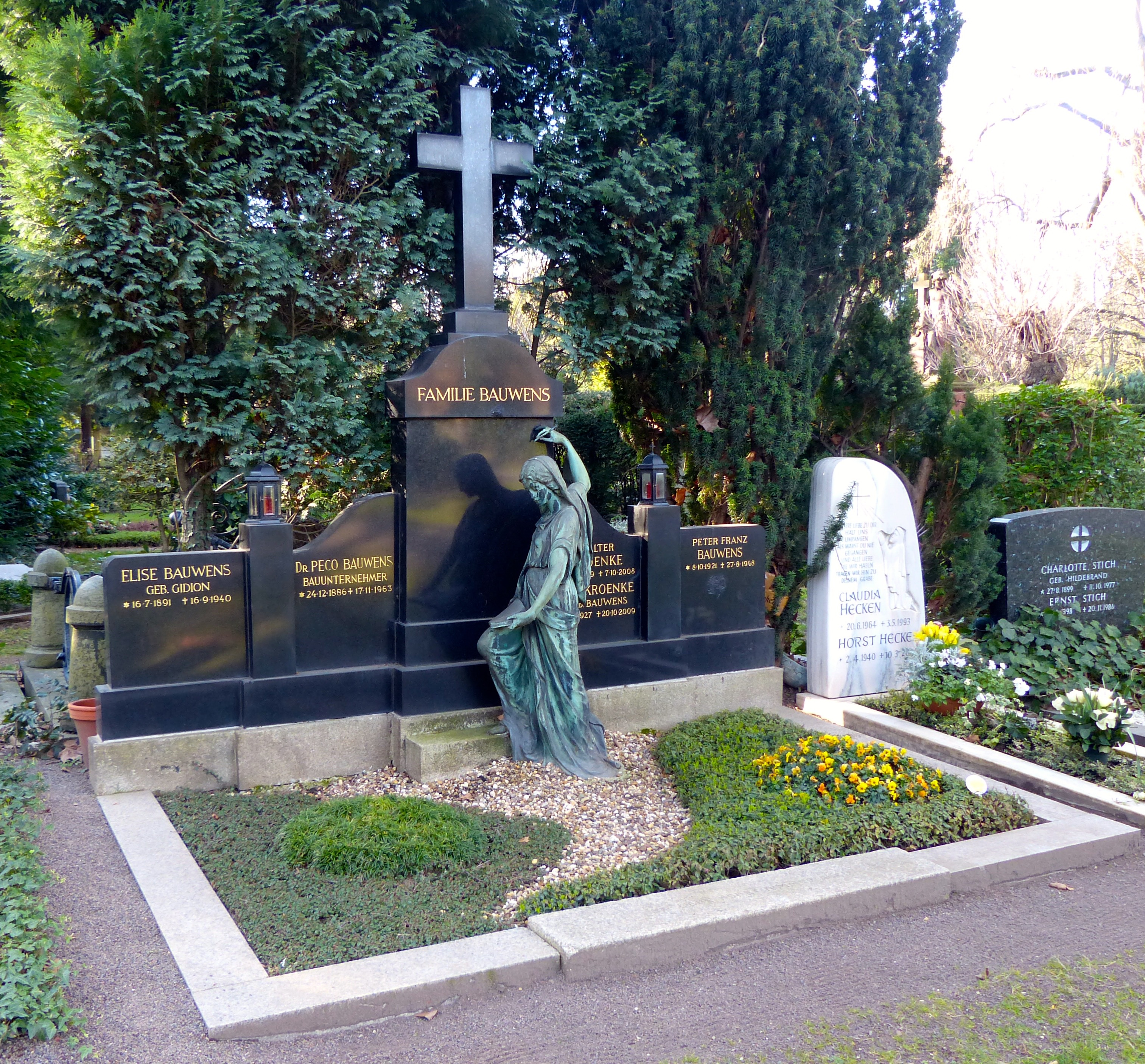
Grabstätte der Familie Bauwens auf dem Melaten-Friedhof

Nach dem Ersten Weltkrieg entschied er sich für die Laufbahn des Schiedsrichters. Mit geleiteten 76 Länderspielen, u. a. das Finale bei den Olympischen Spielen 1936, ist er der europäische Schiedsrichter mit den meisten Länderspielleitungen. Zudem war er Schiedsrichter bei vielen deutschen Begegnungen bis hin zu Meisterschafts-Endspielen. Es wurde damals als besondere Ehre angesehen, dass er auch auf britischem Boden, der Heimat des Fußballs, pfeifen durfte. Bauwens leitete 1922 auch die beiden Endspiele um die deutsche Meisterschaft zwischen dem Hamburger SV und dem 1. FC Nürnberg. Das Wiederholungsspiel brach er in der Halbzeitpause der Verlängerung ab, da die Nürnberger durch Platzverweise und Verletzungen nur noch sieben Spieler anstatt der damals vorgeschriebenen acht zur Verfügung hatten. Der Spielabbruch führte zu einer heftigen Kontroverse zwischen den beteiligten Vereinen und schließlich dazu, dass im Jahr 1922 kein Deutscher Meister gekürt wurde.

## Politik und Familie
Bauwens trat zum 1. Mai 1933 der NSDAP bei (Mitgliedsnummer 2.103.982) und wurde wohl ein Jahr später aus der Partei ausgeschlossen, da er mit einer jüdischen Frau verheiratet war. Trotz seiner herausgehobenen Position musste die Familie viele Repressalien erdulden. Elisabeth Bauwens, geborene Gidion nahm sich schließlich aufgrund der zunehmenden Schikanen seitens der Nationalsozialisten am 16. September 1940 das Leben.
Privat war Bauwens finanziell unabhängig und widmete sich dem Fußball ehrenamtlich. Er war unternehmerisch im Baugeschäft tätig und in seiner Heimatstadt Köln Präsident der deutsch-belgisch-luxemburgischen Handelskammer. Seine Firma war in einer offiziellen Liste von 2500 „Sklavenhaltern im NS-Regime“ der Alliierten vertreten. Sie betrieb ein Zwangsarbeiterlager mit 100 Insassen.
In zweiter Ehe war er mit Hannelore Bauwens, geborene Schultheiss, aus Hellenthal verheiratet und lebte mit ihr in Köln-Marienburg. Peco Bauwens starb dort am 17. November 1963 und wurde auf dem Kölner Melaten-Friedhof, Flur 43 begraben.

## Funktionär für DFB und FIFA
Seit 1925 engagierte sich Bauwens im Auftrag des DFB auch in Gremien des Weltfußballverbands FIFA, 1932 wurde er in dessen Exekutiv-Vorstand gewählt. Dabei trat er besonders dafür ein, dass der deutsche Verband (mit rund 8,3 Millionen Mitgliedern damals immerhin die größte Sportorganisation der Welt) eine wichtigere Rolle im Weltverband spielen sollte als die Verbände aus kleineren oder gar Zwergstaaten, die alle das gleiche Stimmrecht hatten.
Im Jahre 1950 wurde Peco Bauwens zum ersten Präsidenten des DFB nach dem Zweiten Weltkrieg gewählt. Er übte dieses Amt bis zum Jahre 1962 aus und wurde danach Ehrenpräsident, verstarb aber bereits im Jahr darauf.
Bei der WM von 1958 in Schweden ordnete Peco Bauwens nach dem so genannten Skandalspiel von Göteborg, dem Halbfinale Schweden – Deutschland, aus Protest die sofortige Heimreise von Mannschaft und DFB-Funktionären nach dem Spiel um Platz drei an.

### Rede im Löwenbräukeller in München
Zu einem besonderen Eklat kam es, als Bauwens nach dem deutschen Sieg in der Fußball-Weltmeisterschaft in der Schweiz 1954 im Löwenbräukeller in München zu Ehren der „Helden von Bern“ eine Ansprache hielt. Die Live-Übertragung der Rede durch den Bayerischen Rundfunk wurde nach wenigen Minuten mit dem Hinweis abgebrochen, die vorgesehene Übertragungszeit sei verstrichen. Nach eigenen Worten fühlte sich der vor Ort zuständige Redakteur Wolf Posselt an Töne aus dem „1000-Jährigen Reich“ und an seine Zeit im „Jungvolk“ erinnert und veranlasste daraufhin die Abschaltung. Bauwens ließ die freigehaltene Rede nachträglich anhand eines Tonbandmitschnittes transkribieren und dem Bundespräsidialamt zuleiten.
Ausweislich des Transkripts ging Bauwens vor dem Abbruch auf das mysteriöse Verschwinden der deutschen Fahne vor dem Spiel ein und sprach davon, dass die Spieler auch ohne äußere Flagge im Herzen die deutsche Fahne trügen. Sie hätten gezeigt, „was ein gesunder Deutscher, der treu zu seinem Land steht, zu leisten vermag“. Im weiteren Verlauf der Ansprache bezeichnete er das gewonnene Endspiel als „Repräsentanz besten Deutschtums“. Hinsichtlich der Leistung seines Stellvertreters Hans Huber könne man „ausnahmsweise vom Führerprinzip im guten Sinne des Wortes“ sprechen.
Die Süddeutsche Zeitung schrieb am 8. Juli 1954 unter dem Titel „Entgleiste Rede“, Bauwens habe sich auch auf den „alten Germanengott“ Wotan bezogen, was sich anhand des Transkripts nicht nachweisen lässt. In einem Leserbrief an die Zeitung wurde Bauwens’ Ansprache als „Sieg-Heil-Rede“ bezeichnet. Andere Stimmen sahen die Ansprache als weniger problematisch, der Spiegel sprach von einem „Kaiser-Wilhelm-Stil“ und das Sportmagazin attestierte „etwas überschwängliche, nationalistische Ausdrücke“. Der erste Bundespräsident der Bundesrepublik Deutschland Theodor Heuss missbilligte die Rede von Bauwens öffentlich. Bis heute wird die Einordnung der Rede kontrovers diskutiert.

### Verbot des Frauenfußballs unter Bauwens’ Präsidentschaft
Am 30. Juli 1955 erklärte der Bundestag des DFB zum Thema Frauenfußball: „Im Kampf um den Ball verschwindet die weibliche Anmut, Körper und Seele erleiden unweigerlich Schaden, und das Zurschaustellen des Körpers verletzt Schicklichkeit und Anstand.“ Einstimmig wurde beschlossen, „unseren Vereinen nicht zu gestatten, Damenfußball-Abteilungen zu gründen oder Damenfußball-Abteilungen bei sich aufzunehmen, unseren Vereinen zu verbieten, soweit sie im Besitz eigener Plätze sind, diese für Damenfußballspiele zur Verfügung zu stellen, unseren Schieds- und Linienrichtern zu untersagen, Damenfußballspiele zu leiten“.
Bauwens selbst hatte einige Monate zuvor erklärt: „Fußball ist kein Frauensport. Wir werden uns mit dieser Angelegenheit nie ernsthaft beschäftigen.“

## Bewertung
In der Nachkriegszeit wurde Bauwens zur Zielscheibe von Kritikern, die ihm eine kritiklose Nähe zum Nationalsozialismus vorwarfen. Einer der Vorwürfe war, durch die Unterdrückung der Stimmen anderer Verbände habe er die Welteroberungspolitik Hitlers im Fußball vorwegnehmen wollen. Er selbst hat bei solchen Angriffen jeweils auf das Schicksal seiner jüdischen Frau verwiesen.
Der Politikwissenschaftler Arthur Heinrich hat in der Ausgabe der Wochenzeitung Die Zeit vom 16. März 2006 scharfe Kritik an der Person Bauwens sowie an der Vergangenheitsaufarbeitung des DFB geübt. Nach den Worten Heinrichs waren weder die akademischen Würden des Juristen Bauwens noch seine vorgebliche Ablehnung des Naziregimes noch die von ihm angegebenen Todesumstände seiner Frau der Wahrheit entsprechend. Vielmehr habe Bauwens 1933 einen Mitgliedsantrag an die NSDAP gestellt, der aus Gründen seiner Ehe mit Elise Gidion, einer Jüdin aus einer Kölner Kaufmannsfamilie, allerdings abgelehnt wurde. Der Autor legt sogar nahe, dass Peco Bauwens am Tod seiner Frau, wenn auch nicht aktiv eingriff, so doch möglicherweise die Mittel zur Selbsttötung zur Verfügung stellte.
Auf dem internationalen Parkett erinnerte man sich nach dem Weltkrieg an seine Arbeit in den FIFA-Gremien und seine Versuche, die Dominanz der französischsprachigen Welt im Fußball zu beschneiden, zugunsten der großen Verbände aus Deutschland und Italien, der europäischen Achsenmächte.
Bauwens gilt auch als einer der frühen Vermittler eines neuen Selbstbewusstseins der Westdeutschen nach dem Zweiten Weltkrieg. Ausgelöst durch die wieder erlaubte Teilnahme deutscher Mannschaften an internationalen Wettkämpfen und den Sieg bei der Fußball-Weltmeisterschaft 1954 entstand ein neues Bewusstsein des „Wir sind wieder wer!“. Zugleich fiel Bauwens, insbesondere durch die Rede im Löwenbräukeller, durch nationalistisches Pathos auf.
Seit den 1990er Jahren war in Deutschland wiederholt Kritik an der Vergangenheitsbewältigung des DFB aufgekommen, weil eine halbwegs ausführliche Darstellung seiner Geschichte während der Herrschaft des Nationalsozialismus noch immer fehlte. Eine solche wurde sogar vom Bundespräsidenten Johannes Rau im Jahre 2000 am DFB-Gründungsort Leipzig ausdrücklich angemahnt. Peco Bauwens spielte bei der Bewertung der Frage, wie unpolitisch Fußball sein kann, eine zentrale Rolle. Der Mainzer Historiker Nils Havemann arbeitete im Auftrag des DFB die alten Quellen auf. Das Ergebnis erschien im Jahre 2005 in Buchform.